# Brændekilde
Brændekilde – miasto w Danii, w regionie Dania Południowa, w gminie Odense.